# Tessaria
 Tessaria   Ruiz & Pav., 1794 è un genere di piante angiosperme dicotiledoni della famiglia delle Asteraceae, sottofamiglia Asteroideae, tribù Inuleae e sottotribù Plucheinae.

## Etimologia
Il nome del genere deriva da Lodovico Tessari, medico italiano del XVIII secolo e professore di botanica ad Ancona.
Il nome scientifico del genere è stato definito dai botanici Hipólito Ruiz López (1754-1815) e José Antonio Pavon (1754-1844) nella pubblicazione " Florae Peruvianae, et Chilensis Prodromus, sive novorum generum plantrum peruvianum, et chilensium descriptiones et icones. Madrid" ( Fl. Peruv. Prodr. 112 ) del 1794.

## Descrizione

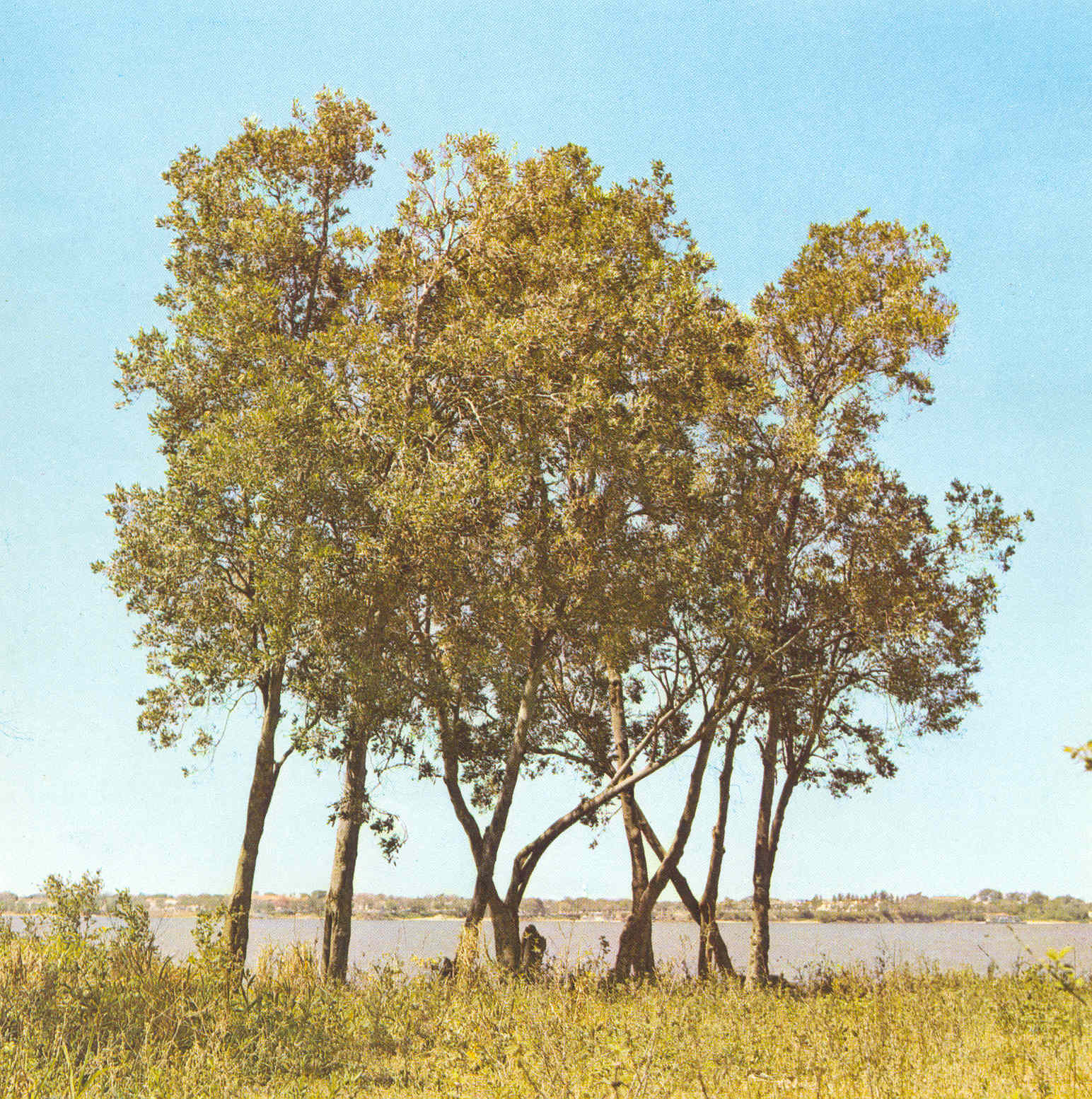
Il portamento
Tessaria integrifolia

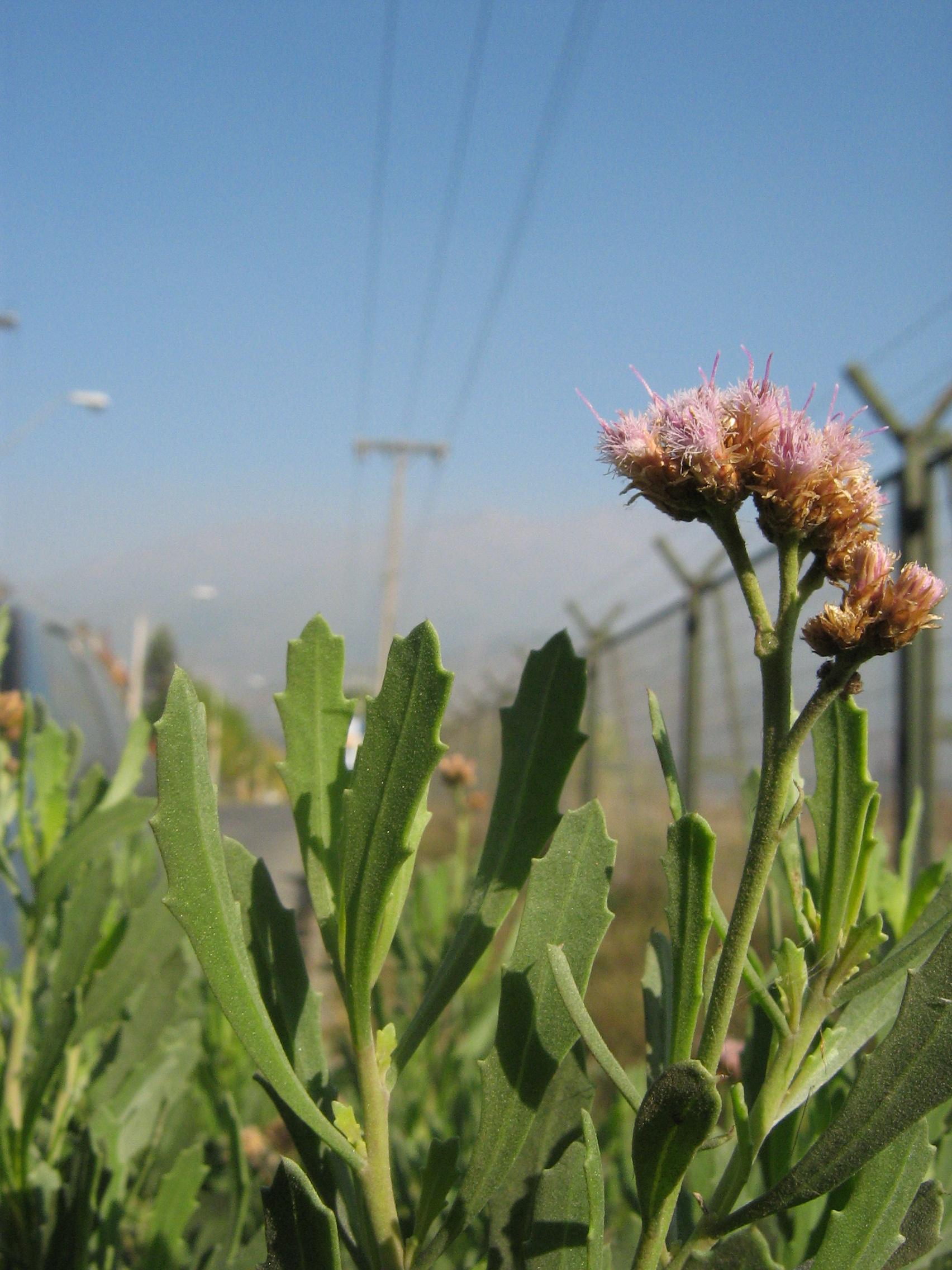
Le foglie
Tessaria absinthioides

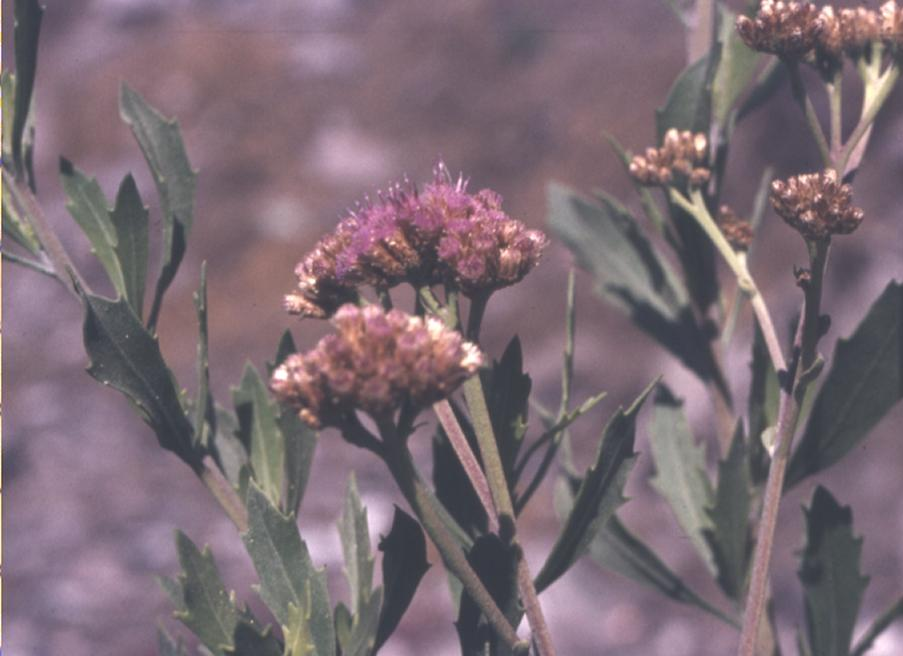
Infiorescenza
Tessaria absinthioides

Portamento. Le specie di questo genere sono alberi.
Fusto. La parte sotterranea del fusto consiste prevalentemente in rizomi allungati. La parte aerea del fusto in genere è sprovvista di condotti di resina. Generalmente il floema è privo di strati fibrosi; inoltre sono assenti i tessuti latticiferi.
Foglie. Le foglie lungo il caule sono disposte in modo alternato. La lamina è semplice, intera, glabra o sparsamente pelosa.
Infiorescenza. Le infiorescenze sono formate da capolini eterogami in formazioni corimbose. I capolini sono di tipo disciforme. I capolini sono formati da un involucro composto da brattee disposte in modo embricato al cui interno un ricettacolo fa da base ai fiori ligulati periferici o fiori del raggio (qui assenti) e ai fiori tubulosi quelli centrali o del disco. L'involucro può essere cilindrico, campanulato o a forma di coppa. Le brattee sono disposte generalmente su più righe; hanno consistenza erbacea o cartilaginea, ma senza margini ialini; gli stereomi non sono divisi. Il ricettacolo, a protezione della base dei fiori, è sprovvisto di pagliette.
Fiori.  I fiori sono tetra-ciclici (formati cioè da 4 verticilli: calice – corolla – androceo – gineceo) e pentameri (calice e corolla formati da 5 elementi). Si distinguono in:
- fiori del raggio (esterni): sono mancanti;
- fiori del disco (centrali): sono numerosi con forme brevemente tubulose (attinomorfe); quelli marginali sono femminili, quelli centrali sono funzionalmente maschili (normalmente uno solo).

- Formula fiorale:

*/x K {\displaystyle \infty }, [C (5), A (5)], G 2 (infero), achenio
- Calice: i sepali del calice sono ridotti ad una coroncina di squame.

- Corolla:

- fiori del raggio: (solo fiori del disco) la forma è tubulare bruscamente divaricata in 4-5 brevi lobi (la corolla dei fiori marginali è filiforme); il colore è rosa.

- Androceo: l'androceo è formato da 5 stami sorretti da filamenti generalmente liberi; gli stami sono connati e formano un manicotto circondante lo stilo; le teche (produttrici del polline) sono troncate e sono speronate. La base delle antere può essere lunga o corta con code ramificate oppure no (raramente sono prive di coda). Il tessuto dell'endotecio è a forma radiale. Le cellule del collare dei filamenti sono piatte o di tipo mammelloso.

- Gineceo: il gineceo ha un ovario uniloculare infero formato da due carpelli.[5] Lo stilo è indiviso con peli acuti che terminano sopra la biforcazione, oppure da peli ottusi che terminano ben al di sotto della biforcazione. Le superfici stigmatiche confluiscono all'apice, mentre alla base sono separate in due distinte linee (lignee stigmatiche marginali[7]). Il polline è spinuloso.

Frutti.  I frutti sono degli acheni con pappo. Gli acheni sono piccoli con forme ellissoidi e glabri. Il pappo è formato setole capillari barbate disposte su una sola riga. Le setole sono dentate.

## Biologia
Impollinazione: l'impollinazione avviene tramite insetti (impollinazione entomogama tramite farfalle diurne e notturne).

Riproduzione: la fecondazione avviene fondamentalmente tramite l'impollinazione dei fiori (vedi sopra).

Dispersione: i semi (gli acheni) cadendo a terra sono successivamente dispersi soprattutto da insetti tipo formiche (disseminazione mirmecoria). In questo tipo di piante avviene anche un altro tipo di dispersione: zoocoria. Infatti gli uncini delle brattee dell'involucro (se presenti) si agganciano ai peli degli animali di passaggio disperdendo così anche su lunghe distanze i semi della pianta. Inoltre per merito del pappo (se presente) il vento può trasportare i semi anche a distanza di alcuni chilometri (disseminazione anemocora).

## Distribuzione e habitat
Le specie di questo genere sono distribuite in Sudamerica.

## Sistematica
La famiglia di appartenenza di questa voce (Asteraceae o Compositae, nomen conservandum) probabilmente originaria del Sud America, è la più numerosa del mondo vegetale, comprende oltre 23.000 specie distribuite su 1.535 generi, oppure 22.750 specie e 1.530 generi secondo altre fonti (una delle checklist più aggiornata elenca fino a 1.679 generi). La famiglia attualmente (2021) è divisa in 16 sottofamiglie; la sottofamiglia Asteroideae è una di queste e rappresenta l'evoluzione più recente di tutta la famiglia.

### Filogenesi
La tribù Inuleae (comprendente le Inulinae) è una delle 21 tribù della sottofamiglia Asteroideae). Da un punto di vista filogenetico, la tribù Inuleae, all'interno della sottofamiglia, fa parte del gruppo "Helianthodae". La sottotribù Plucheinae  è caratterizzata da corolle con varie tonalità di rosa, malva o porpora, con stigmi ricoperti di peli acuti, ma senza la caratteristica di avere dei grandi cristalli di ossalato nelle cellule dell'epidermide dell'achenio.
La sottotribù è divisa in vari subcladi. Il genere di questa voce appartiene ad un clade interno (il "core" della sottotribù ) formato dai generi Coleocoma, Cylindrocline, Epaltes, Karelinia, Laggera, Pluchea, Porphyrostemma, Sphaeranthus, Streptoglossa e Tessaria.
I caratteri distintivi del genere sono:
- il portamento delle specie di questo genere è arboreo;
- i capolini sono eterogami;
- ogni capolino ha un solo fiore funzionalmente maschile.

Il numero cromosomico delle specie di questo genere è: 2n = 20.

### Elenco delle specie
Questo genere ha 5 specie:
- Tessaria absinthioides (Hook. & Arn.) DC.
- Tessaria andina  M.Monge, Anderb. & Semir
- Tessaria dodonaeifolia  (Hook. & Arn.) Cabrera
- Tessaria fastigiata  (Griseb.) Cabrera
- Tessaria integrifolia  Ruiz & Pav.

### Sinonimi
Sono elencati alcuni sinonimi per questa entità:
- Gynheteria Willd.
- Monophalacrus  Cass.
- Phalacromesus  Cass.